# أميليا (أوبرا)
إميليا هي أوبرا من فصلين، من تأليف دارون هاجن، جرى تحويلها إلى نص مسرحي باللغة الإنجليزية من تأليف غاردنر ماكفال، استنادًا إلى قصة لستيفن وادزورث. كان عرضه العالمي الأول في أوبرا سياتل في 8 مايو 2010.
في عام 2007، أصبحت إميليا أول عمولة جديدة لأوبرا سياتل منذ 25 عامًا. أصدرت مؤسسة أندرو دبليو ميلون منحة قدرها 500000 دولار في عام 2009 لضمان أول إحياء للإنتاج العالمي الأول.
تدور أحداث الأوبرا في أمريكا وفيتنام بين عامي 1966 و1996. وتدور أحداثها حول شخصية العنوان، إميليا، التي تتوقع طفلها الأول وتستكشف علاقتها بوالدها، دودج (طيار البحرية الأمريكية)، الذي توفي في حرب فيتنام. تُروى القصة من طريق تشابك أوقات ووقائع مختلفة وشخصيات حقيقية وتاريخية وأسطورية.
===المشهد الأول===: أمريكا، منتصف الستينيات خارج منزل في إحدى الضواحي، تغني فتاة تبلغ من العمر تسع سنوات تُدعى أميليا ترنيمة للنجوم، بينما تطوي والدتها الملابس داخل أمها. يخرج والدها، وهو طيار في البحرية يُدعى دودج، من المنزل مرتديًا ملابس بيضاء، ويوضح لها أن وقت النوم قد حان. تتلقى والدتها أماندا أنباء عن مقتل زوجها دودج وفقده فوق فيتنام. يغني والدها أميليا للنوم، وتحلم بالرحلة الأخيرة لأميليا إيرهارت. خلال سير المشهد يتضح أننا نرى الأب وابنته في الفلاش باك والأم في الوقت الحاضر.
===المشهد الثاني===: أمريكا، منتصف التسعينيات
إميليا، البالغة من العمر الآن 31 عامًا، وفي الأشهر الثلاثة الأخيرة من الحمل، تستيقظ بين ذراعي زوجها بول، مهندس طيران. عبر الغرفة يكدح إيكاروس وديدالوس على أجنحتهم. إنها نتاج خيال أميليا. يتضح أن أميليا تعاني من مشكلات نفسية وعاطفية خطيرة لم يجر حلها مع فقدان والدها، التي تفاقمت بسبب حملها. في الفلاش باك، تسترجع اللحظة التي أخبرتها فيها والدتها أن والدها قد اختفى.
===المشهد الثالث===: فيتنام، منتصف الثمانينيات
تسافر أميليا وأماندا إلى قرية في فيتنام بعد أن اتصل بها زوجان من فيتنام الشمالية هما Huy وTrang، ولديهما معلومات حول Dodge. تتواصل النساء مع الزوجين من طريق مترجم. (يجري غناء جزء كبير من المشهد باللغة الفيتنامية). بينما يروي Huy وTrang قصتهما، مشيرين إلى المكان الذي جرى فيه إسقاط Dodge، فإن الحركة التي يصفونها تدور حولهم. يهدد مسؤول سياسي في القرية فتاة صغيرة لإجبار دودج على التحدث. أطلق عليها الرصاص من طريق الخطأ. كانت تلك الفتاة ابنة الزوجين. دودج يزحف إلى الابنة، ويغمض عينيها، ويسحب صورة ابنته من بدلة الطيران، ويقدمها إلى والدي الفتاة. كما أنه يعطيهم «رسالته الأخيرة»، التي أخفاها عن الجيش الفيتنامي الشمالي. «لماذا انتظرت كل هذا الوقت لتكتب لنا؟»، أميليا تسأل الزوجين. يرد ترانج: «لأن الفتاة كانت ابنتنا». يذهب إلى مذبح العائلة ويحذف صورة ويسلمها لأميليا. إنها صورة دودج لأميليا كفتاة. تسأل أماندا عن الظرف. «رسالة لك»، يقول Huy. «هل تمتلكه؟»، يسأل أميليا. أحرقناه وكنا غاضبين."
===المشهد الأول===: أمريكا منتصف التسعينيات
اقتحمت أميليا، التي كانت قريبة جدًا من الولادة، مكان عمل بول وواجهته بمخاوفها؛ لديها انهيار عصبي.
===المشهد الثاني===: مستشفى بعد ثلاثة أيام
أميليا ترقد في غيبوبة. في غرفة في مكان آخر بالمستشفى يموت صبي صغير (يلعبه الممثل الذي صور إيكاروس) في سرير، ويمسك والده (الذي يلعب دوره الممثل الذي صور ديدالوس) بيده. أميليا لديها حلم كبرت لأميليا إيرهارت، التي تتجسد طائرتها فوق سريرها، التي بقيت لبقية الأوبرا، مصدر إلهام وشجاعة لأميليا الواقعية. خلال مسار المشهد، تحلم أميليا بوالدها دودج، الذي يأتي ليتحدث معها عن اختفائه وحياته وإنجابه لطفل. قررت أن تستيقظ، وفعلت ذلك، بعد أن يموت الصبي مباشرة. أميليا، التي تعمل بجد، تُنقل إلى غرفة الولادة.
===المشهد الثالث===: المستشفى نفسه بعد اثنتي عشرة ساعة أو نحو ذلك.
إميليا، التي أصرت على الولادة الطبيعية، على الرغم من الخطر الجسيم على نفسها، تمر بالدقائق الأخيرة من مخاضها، إذ يتابع الأطباء من حولها أعمال المستشفى، ويستلم الأب ممتلكات ولده في كيس بلاستيكي صغير، يُنصح بها كاهن ومستشار حزن. يجري رسم دائرة الحياة إذ يبدو أن الناس من حياة أميليا (ومنهم والديها) يعودون إلى الظهور بصفتهم أشخاصًا آخرين، الأطباء والممرضات والممرضات. يخرج الطفل. يترتب على ذلك ظهورcappella nonette لجميع الشخصيات الرئيسية في الأوبرا، إذ نظرت إميليا إيرهارت بسعادة إلى دار الأوبرا، ولبس الأب معطفه وخلط ملابسه، ويعجب بول وإميليا بمولودهما الجديد.
وصفت هايدي ويلزون، في صحيفة وول ستريت جورنال، العمل بأنه «أصلي جدًا وجذاب على حدٍ سواء... أميليا هي أوبرا حديثة ذات قيم تقليدية... لن تغفل نصوص السيدة ماكفال متعددة الطبقات عن قصتها، ولا يهدأ السيد هاجن، التساؤل عن الموسيقى لا يفقد قلبه أبدًا». تسعة مطربين رئيسيين. وصف أنتوني توماسيني، في صحيفة نيويورك تايمز، الأوبرا بأنها «جادة ومبتكرة، وإن كانت ثقيلة وميلودرامية... عمل جاد وصادق وغير عادي». كتب برنارد جاكوبسن في سياتل تايمز: «إلى جانب تمكين النص المغنى بذكاء من الظهور بوضوح نادر، ابتكر هاجن درجة من الجمال المؤثر والعاطفي. خطوطه اللحنية مميزة بنحو بارز، وكتاباته الأوركسترالية الفخمة تسحر باستمرار... إنه يمثل إنجازًا عميقًا وممتعًا للغاية». «يميل إلى الكتابة بطريقة أكثر سهولة للنساء، ولكن كتابته للرجال (خاصة التينور ويليام بوردن) معقدة وفعالة جدًا».